# John Greaves
John Greaves (Prestatyn, 23 febbraio 1950) è un bassista, cantante e compositore gallese.
Noto per la sua militanza in Henry Cow e National Health, importanti band di rock progressivo della scena di Canterbury, Greaves si è distinto anche nella carriera solista e nelle collaborazioni con diversi musicisti di livello internazionale.

## Biografia

### Inizi
Figlio del bandleader di un'orchestra da ballo, che gli trasmise la passione per la musica, nacque nel 1950 in Galles. Crebbe a Wrexham, nel nord-est della nazione, e all'età di 12 anni ricevette in regalo un basso; pochi mesi dopo John entrò a far parte dell'orchestra del padre, in cui suonò per i successivi quattro anni, avendo modo di cimentarsi in vari stili musicali. Negli stessi anni suonò anche in alcuni gruppi locali di musica pop.

### Henry Cow e Peter Blegvad
Nel 1967 si trasferì a studiare nella città inglese universitaria di Cambridge, dove nel 1969 entrò a far parte degli Henry Cow. La band si era formata l'anno precedente e nel giro di pochi anni sarebbe diventata uno dei maggiori esponenti dell'avant-progressive rock britannico. Nei primi due anni conciliò l'attività musicale con lo studio, ottenendo nel 1971 il Master of Arts universitario. Rimase fino al 1976 con gli Henry Cow, che con Greaves effettuarono diversi tour e pubblicarono cinque album. Nel biennio 1974-1975, gli Henry Cow svilupparono una fitta collaborazione con gli Slapp Happy, che portò alla realizzazione degli album Desperate Straights e In Praise of Learning, attribuiti a entrambi i gruppi.
Fu in quel periodo che l'impegno politico degli Henry Cow e il loro rifiuto di scendere a compromessi con l'industria musicale li portò a inimicarsi la critica e a essere ignorati in patria. Perse interesse per gli Henry Cow anche la loro casa discografica Virgin Records, che da piccola etichetta indipendente pioniera della musica sperimentale era diventata in pochi anni un colosso interessato principalmente a musica più commerciale. Fu così che la band si pose al di fuori del grande show business cercando fortuna nell'Europa continentale, dove aveva maggiori estimatori; tali scelte avrebbero influito anche sulla musica a venire del gruppo.
La conoscenza di Peter Blegvad, chitarrista statunitense degli Slapp Happy, aveva nel frattempo segnato una svolta nella carriera di Greaves, che nel 1976 lasciò gli Henry Cow e raggiunse Blegvad a New York. Nella metropoli americana, i due si unirono alla cantante Lisa Herman e incisero Kew. Rhone., accreditato a tutti e tre i musicisti. L'album fu registrato negli studi di Carla Bley e Michael Mantler, che fecero anche parte della formazione, e venne pubblicato dalla Virgin.

### National Health e Soft Heap
Al ritorno in Inghilterra, Greaves compose e arrangiò musiche per lavori teatrali, partecipando anche ad alcune rappresentazioni come attore. Agli inizi del 1978 entrò nella formazione dei National Health, contribuendo alla realizzazione di Of Queues and Cures, il secondo album della band, dove suonò anche Blegvad in qualità di ospite. Il gruppo si sciolse nel 1980 senza pubblicare altri dischi e si sarebbe temporaneamente riunito alla fine del 1981 per registrare l'album D.S. Al Coda in memoria di Alan Gowen, il tastierista della band morto nel maggio precedente.
Nel periodo in cui fece parte dei National Health, Greaves sostituì Hugh Hopper nei Soft Heap, composti da Elton Dean, Pip Pyle e Alan Gowen (sostituito dopo il 1981 da Mark Hewins), con questo supergruppo si esibì in diversi concerti europei negli anni ottanta.

### Altre collaborazioni e album da solista
Il primo album da solista di Greaves fu Accident, pubblicato nel 1983 dall'indipendente Europa Records. Nel 1984 si trasferì a Parigi, dove formò una band con Kristoffer Blegvad (voce), François Ovide (chitarra), Denis Van Hecke (violoncello) e Mireille Bauer (percussioni). Con questa formazione realizzò il suo secondo album solista, Parrot Fashion, pubblicato dalla Europa nel 1985. Nel 1986 partecipò a un breve tour del supergruppo Michael Mantler Band, dove suonavano anche Jack Bruce e Nick Mason. Il sodalizio con Blegvad continuò nel 1987 nel progetto The Lodge, sul quale i due lavoravano da qualche anno. Il gruppo pubblicò l'album Smell Of A Friend e si sciolse alla fine del 1989.
Il terzo album da solista fu La Petite Bouteille De Linge, registrato tra il 1989 e il 1990 a Parigi con François Ovide alla chitarra, Sophia Domancich al piano e Pip Pyle alla batteria. Nello stesso periodo registrò il suo primo lavoro con l'irlandese David Cunningham, l'eponimo album Greaves-Cunningham pubblicato in Giappone nel 1991. Nel 1993 formò, con la collaborazione di Elton Dean e Pip Pyle, la prima John Greaves Band, che si limitò a qualche esibizione dal vivo. L'arrangiamento che fece di alcune delle proprie precedenti canzoni fu pubblicato in quello che è considerato il suo capolavoro, l'album Songs del 1995, a cui collaborò come cantante il suo ammiratore Robert Wyatt.
Sempre in quegli anni vi furono nuove collaborazioni con Blegvad e Cunningham. Nel 1997 cantò nel nuovo album di Michael Mantler The School Of Understanding. Nel 1998 si esibì da solo in alcuni concerti in Francia e in Giappone, cantando e accompagnandosi col piano. Nel maggio del 2001 fu pubblicato il suo disco The Caretaker, che stava preparando da tre anni, molto più elettrico del precedente Songs. Nello stesso periodo preparò un album di musica strumentale e un altro di jazz, On The Street Where You Live, che fu pubblicato contemporaneamente a The Caretaker. Nel 2002, Greaves formò il trio acustico JazzSongs trio con Sophia Domancich e il violoncellista Vincent Courtois. Il disco che incise questa formazione, The Trouble With Happiness, fu pubblicato nel 2003 dalla prestigiosa Harmonia Mundi e venne accolto favorevolmente dalla critica.
Tra le numerose collaborazioni successive, da segnalare la partecipazione nel 2003 al concerto "Dedicated To You", un tributo a Robert Wyatt che si svolse a Charleville-Mézières in Francia. Nel 2004 Greaves pubblicò l'album acustico Chansons, cantato in francese da Elise Caron e impreziosito dalla nuova collaborazione di Wyatt. Nel 2008 uscì Greaves Verlaine, in cui mise in musica alcune poesie del 'poeta maledetto' Paul Verlaine. Nel 2011 fu pubblicata la prosecuzione di tale tributo, l'album Greaves Verlaine 2. In entrambi questi lavori, Greaves canta e suona le tastiere. Negli ultimi anni ha partecipato al progetto Songs From The Beginning, che elabora classici di famosi gruppi di rock progressivo, tra cui i King Crimson, i Soft Machine, gli Henry Cow e gli Hatfield and the North.
Nel 2015 esce un live dedicato alla città di Piacenza, in Italia, per l'allora neonata etichetta Dark Companion, registrato al Conservatorio Giuseppe Nicolini. In quella occasione conosce la giovane musicista Annie Barbazza, con la quale si esibirà dal vivo in duo in diverse situazioni. Nel 2018 esce per la Manticore Records quello che la critica considera il seguito ideale di "Songs", Life Size, che vede oltre alla Barbazza un cast stellare. Nel 2019 John Greaves si esibisce a Parigi con Fred Frith e Chris Cutler, vecchi compari degli Henry Cow, mentre trova particolare successo la sua collaborazione con la North Sea Radio Orchestra e Annie Barbazza per il progetto "Folly Bololey", una rivisitazione di Rock Bottom di Robert Wyatt, presentato a Piacenza e registrato per la Dark Companion. La stessa formazione si esibisce al festival Rock In Opposition in Francia e al Café Oto a Londra dove partecipa anche come ospite Fred Frith.. Il 18 novembre 2022 si riuniscono gli Henry Cow per un live, chiamato ironicamente "Henry Now" organizzato dal produttore Max Marchini a Piacenza. 
Nel 2023 forma la nuova John Greaves Band assieme ad Annie Barbazza, Jakko Jakszyk e Mel Collins, questi ultimi ex membri della band King Crimson che hanno debuttato a Piacenza il 5 agosto 2023. A questo nucleo fisso si sono aggiunti in un primo tempo, il violinista Laurent Valero (North Sea Radio Orchestra) ed il batterista Régïs Boulard. La formazione si è ora stabilizzata con l'ingresso della trombonista Annie Whitehead al posto di Valero.
Esce sempre per la Dark Companion un nuovo album "Earthly Powers" registrato in  diverse situazioni live assieme ad Annie Barbazza.
Il 30 giugno 2024 tiene con la John Greaves Band un concerto a Umbertide dedicato a Robert Wyatt.  Il 31 agosto del 2024 partecipa con Michael Mantler alla presentazione del nuovo album "Sempre Notte" a Vienna.
.

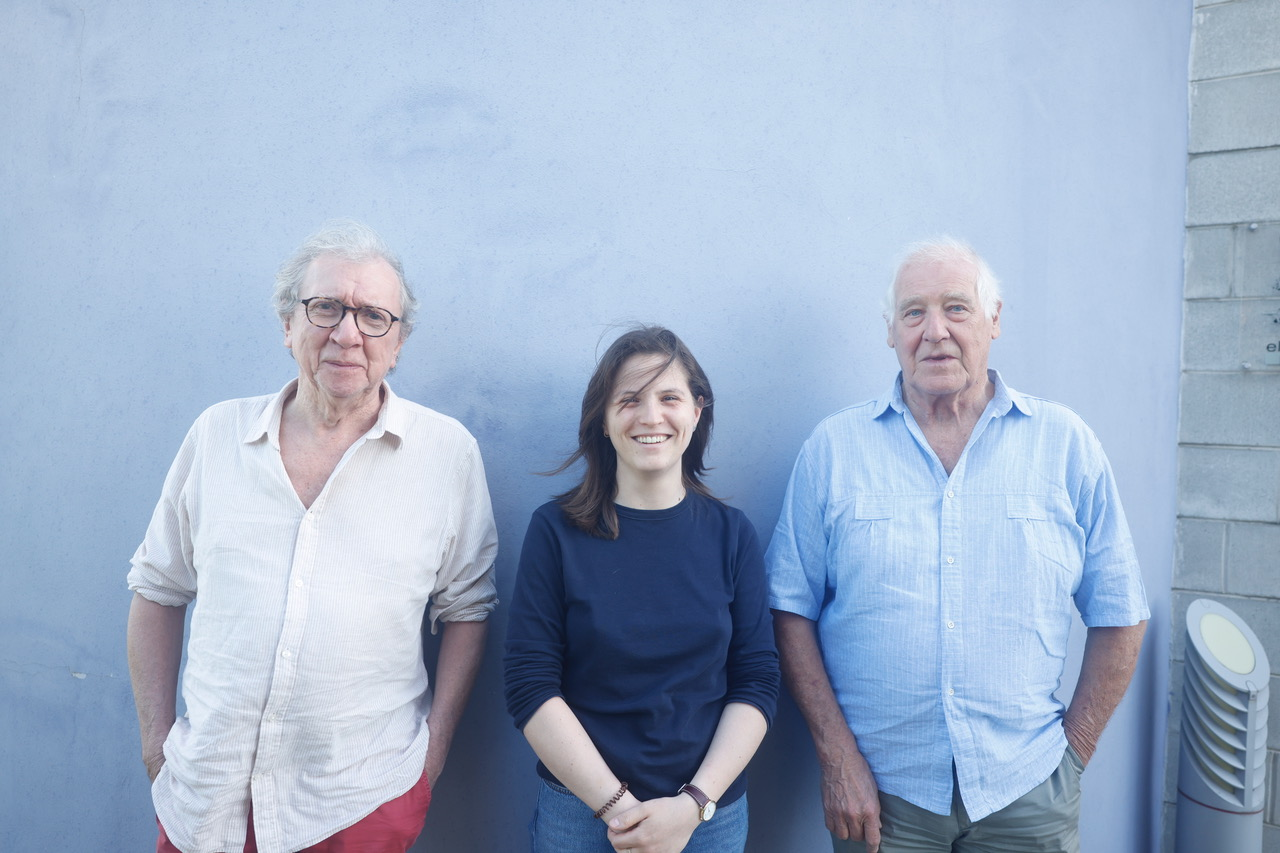
John Greaves, Annie Barbazza and Michael Mantler at Elfo Studios

Nel 2024 la John Greaves Band tiene diversi concerti in Italia, tra i quali presso il festival Genius Loci nella cornice del chiostro di Santa Croce a Firenze.. La formazione prevede anche la trombonista Annie Whitehead.
Nel gennaio del 2025 partecipa come voce solista, assieme ad Annie Barbazza del New Songs Ensemble di Michael Mantler in alcune date italiane in prestigiose sale quali l'Accademia Chigiana di Siena, Il Conservatorio Giuseppe Nicolini di Piacenza e l'Università La Sapienza a Roma..

## Discografia

### Da solista
- 1977 – Kew. Rhone. (Virgin) (attribuito a Greaves, Peter Blegvad e Lisa Herman)
- 1982 – Accident (Europa Records)
- 1984 – Parrot Fashions (Europa Records)
- 1991 – La Petite Bouteille de Linge (La Lichère)
- 1991 – greaves, cunningham (Eva Records) (attribuito a Greaves e David Cunningham)
- 1995 –  Unearthed (Sub Rosa) (attribuito a Greaves e Peter Blegvad)
- 1996 – Songs (Resurgence)
- 2001 – The Caretaker (Blueprint)
- 2001 – On the Street Where You Live (Blueprint) (attribuito a Greaves, Marcel Ballot e Patrice Meyer)
- 2003 – The Trouble With Happiness (Harmonia Mundi)
- 2004 – Chansons (Harmonia Mundi) (attribuito a Greaves e Elise Caron)
- 2005 – Tambien 1–7 (Resurgence)
- 2008 – Greaves Verlaine (ZigZag Territoires/Harmonia Mundi)
- 2012 – Greaves Verlaine 2 (Cristal Records/Harmonia Mundi)
- 2015 – Piacenza (Dark Companion)
- 2018 – Life Size (Manticore)
- 2020 - Passage Du Nord Ouest (Dark Companion)
- 2023 - Earthly Powers in Duo With Annie Barbazza (Dark Companion)

### Gruppi in cui ha militato
Con Henry Cow
- 1973 – Leg End (Virgin)
- 1974 – Unrest (Virgin)
- 1975 – In Praise of Learning (Virgin) (attribuito a Henry Cow e Slapp Happy)
- 1975 – Desperate Straights (Virgin) (attribuito a Slapp Happy e Henry Cow)
- 1976 – Henry Cow Concerts (Compendium/Caroline)
- 2009 – The 40th Anniversary Henry Cow Box Set (Recommended Records)

Con National Health
- 1979 – Of Queues and Cures (Charly Records)
- 1982 – D.S. Al Coda (Europa Records)
- 2001 – Play Time (live 1979) (Cuneiform)

Con The Lodge
- 1987 – Smell of a Friend (Antilles)

Con Dr. Huelsenbecks Mentale Heilmethod
- 1992 – Dada (Rough Trade Records)

Con Pip Pyle  e Philippe Marcel Iung
- 2001 – The Pig Part (Blueprint)

Con Marcel Kanche, Nicolas Pabiot & Akosh S.
- 2004 – Le Dogme Des VI Jours (No Format!/Universal Jazz)

Con Maman
- 2005 – In And Out Of Life (Resurgence)

### Collaborazioni
Con Robert Wyatt
- 1975 – Ruth Is Stranger Than Richard (Virgin)

Con David Thomas & The Pedestrians
- 1981 – Sound of the Sand (Rough Trade)

Con Peter Blegvad
- 1983 – The Naked Shakespeare (Virgin)
- 1985 – Knights Like This (Virgin)
- 1988 – Downtime (Recommended)
- 1995 – Just Woke Up (Recommended)
- 1998 – Hangman's Hill (Recommended)

Con la Michael Nyman Band
- 1985 – The Kiss and Other Movements (EG)

Con Sophia Domancich
- 1991 – Funerals (Gimini Music)

Con Johan Asherton
- 1992 – The Night Forlorn (Fnac/AureaMusic)

Con Michael Mantler
- 1987 – Live (Watt/ECM)
- 1997 – The School of Understanding (Watt/ECM)
- 2024 - "Sempre Notte" With Annie Barbazza (Dark Companion)

Con Pip Pyle
- 1998 – Seven Year Itch (Voiceprint)

Con Julien Lourau
- 2005 – Fire And Forget (Label Bleu)

Con Silvain Vanot
- 2009 – Bethesda (Coopérative Music / Pias)

Con Annie Barbazza e la North Sea Radio Orchestra
- 2019 – Folly Bololey (Dark Companion)